# ベルケ・ブカ
ベルケ・ブカ（モンゴル語: Berke buqa、中国語: 別里閣不花、? - 1314年）は、13世紀後半から14世紀初頭にかけてモンゴル帝国の華北方面タンマチ（辺境鎮戍軍）副司令官を務めた人物。『元史』などの漢文史料では別里閣不花(biélǐgé bùhuā)と記される。
『元史』には立伝されていないが、「忽神公神道碑銘」に「忽神（フーシン）公」としてその事蹟が記される。『新元史』には忽神公神道碑銘を元にした列伝が記されている。

## 概要
ベルケ・ブカは「四駿」と讃えられた建国の功臣ボロクルの一族で、ヒタイ（華北）方面タンマチの指揮官タガチャルの孫のミリチャルの次男で、兄にはアルクイがいた｡ ミリチャルが早くに亡くなると弟のスンドゥタイが一時家長の地位を継ぎ、スンドゥタイが1276年（至元13年）に亡くなるとアルクイがその地位を継いだ。アルクイは江西方面の経略を担当していたタチュが亡くなると、1281年（至元18年）に「江西道都元帥」の地位を継いだが､それから間もなくに急死してしまった。
アルクイの死後にその地位を継承したのが弟のベルケ・ブカで、1282年（至元19年）に「江西道都元帥」となった。同年、叛乱を起こした峒獠の董輝を討伐し、この功績により昭勇大将軍・蒙古軍万戸とされた。1291年からは湖広方面に駐屯し、平章政事劉二バアトル（劉国傑）の指揮下で叛寇の討伐にも加わっている。
1295年（元貞元年）にはモンゴル兵2千を率いて上都に駐留し、同年8月には鎮国上将軍とされた。1298年（大徳2年）秋、モンゴル高原では西方のカイドゥに対抗するため駐留していた軍団がドゥアの奇襲を受けて大敗を喫するという事件が起こった。これを受けて駐留軍の総司令官ココチュが更迭され、新たにカイシャンが司令官に抜擢された。ベルケ・ブカもカイシャンに従ってモンゴル高原に赴くことになり、1299年（大徳3年）にハンガイ山脈西麓のチンカイ・バルガスン一帯で屯田を行うことになった。1302年（大徳6年）には河南淮北蒙古軍都万戸府副都万戸とされて屯田を続け、1305年（大徳9年）には北方状勢が落ち着いたこともありようやく河南への帰還を許された。その後は目立った功績もなく、ベルケ・ブカは1314年（延祐元年）8月1日に亡くなり、平陽路解州聞喜県に葬られた。後に輔国上将軍・枢密副使・護軍の地位を贈られ、雲中郡公に追封され、襄懋と諡された。

## 子孫

### シリベキ
ベルケ・ブカにはジャライル氏出身のオルジェイ（完者）という夫人がおり、オルジェイは死後に平陽郡太夫人に封ぜられた。ベルケ・ブカとオルジェイの間にはシリベキ、シリギ、嵩寿という3人の息子がおり、その中で最も著名で父の地位を継いだのはシリベキであった。シリベキは父の亡くなった1315年（延祐2年）4月に明威将軍の称号と河南淮北蒙古軍都万戸府副都万戸の地位を継ぎ、1317年（延祐4年）9月には懐遠大将軍、1325年（泰定2年）には定遠大将軍と、順調に官位を進めた。「忽神公神道碑」が作成された1336年（後至元2年）5月時点では、昭毅大将軍であった。よく配下の士卒を遇したため、モンゴル兵・漢人兵双方ともシリベキの徳に服したという。

## フーシン部タガチャル家
- ボロクル・ノヤン（Boroqul noyan ＞博爾忽/bóĕrhū, بورقول نويان/būrqūl nūyān）
  - 行省兵馬都元帥タガチャル（Taγačar ＞塔察児/tǎcháér）
    - 行省兵馬都元帥ベルグテイ（Belgütei ＞別里虎䚟/biélǐhŭdǎi）
      - 蒙古軍万戸ミリチャル（Miričar ＞密里察児/mìlǐcháér）
        - 江西道都元帥アルクイ（Alqui ＞阿魯灰/ālŭhuī）
          - イキレテイ（Ikiretei ＞亦乞列歹/yìqǐlièdǎi）

        - 蒙古軍万戸ベルケ・ブカ（Berke buqa ＞別里閣不花/biélǐgé bùhuā）
          - 服都万戸シリベキ（Siri begi ＞昔里別吉/xīlǐbiéjí）
            - 万戸カサル（Qasar ＞合撒児/hésāér）

      - 蒙古軍万戸スルドタイ（Suldutai ＞宋都䚟/sòngdōudǎi）